# 荳官
荳官，也作豆官，《红楼梦》人物，贾府中唱戏的十二个女子之一（其餘是：文官、寶官、玉官、齡官、菂官、藕官、蕊官、茄官、芳官、葵官、艾官），饰小花脸。因身材年纪皆极小，又极鬼灵，故曰此名。戏班解散后，随侍薛宝琴，薛宝琴则将她打扮成琴童摸样，唤她 “荳童”。后王夫人命将大观园中唱戏女子逐出，她也就被干娘领出自行聘嫁。